# ラブパーク

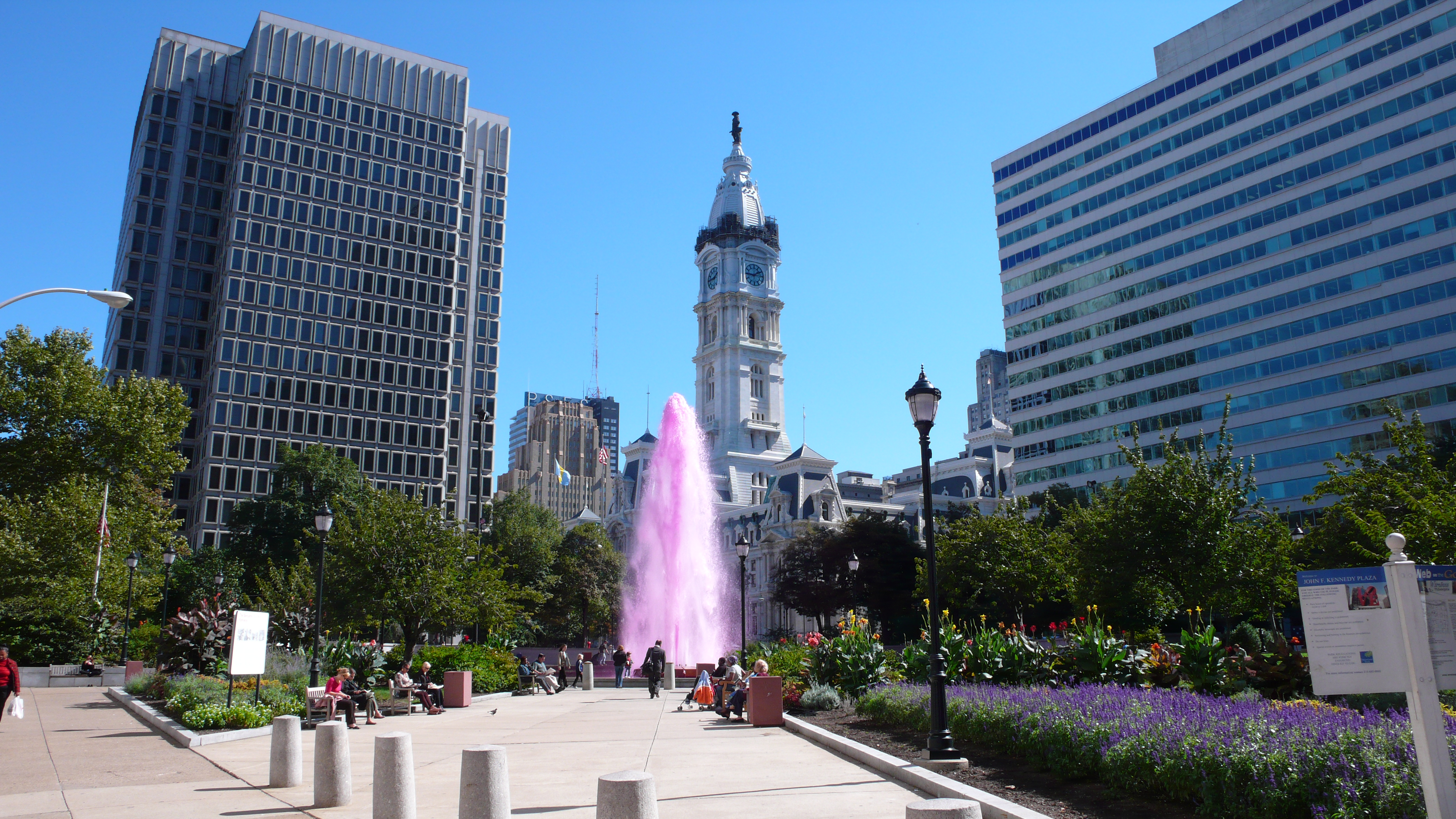
市庁舎を背景にしたラブパークの風景、2006年10月撮影。

ラブパーク (LOVE Park) と通称される、正式名称ジョン・F・ケネディ・プラザ (John F. Kennedy Plaza) は、アメリカ合衆国ペンシルベニア州フィラデルフィアのセンターシティに位置する公園。ラブパークという通称は、ロバート・インディアナの1970年の彫刻作品「LOVE」の複製が広場を見下ろすように設置されていることによっているが、これはフィラデルフィアの3か所に設置された複製の一つであった。
この地域には、スケート関係の愛好者がたくさんおり、この公園は長年にわたってスケートボードのスポットとして機能してきた。実際、当初の公園の状況は、ビデオゲーム『トニー・ホーク プロスケーター』の中でプレイできるレベルとして再現されている。

## 歴史
かつてフィラデルフィア市の都市計画担当者であったエドモンド・ベーコンとヴィンセント・G・クリングが、もともとのラブパークを計画、設計した。この公園はフィラデルフィア市庁舎の前にあり、ベンジャミン・フランクリン・パークウェイの視覚的な終点として機能するものであった。
この公園は1965年に建設され、地下に設けられた駐車場を覆う形になっていた。広場のメインの施設は、1969年に設置された中央の単一噴水口の噴水であった。ラブパークの開設以前の1960年に建築された市のビジター・センターは、5年間の閉鎖期間を経て、2006年にフェアマウント公園ウェルカム・センターとして再開業した。この公園は、1967年にジョン・F・ケネディ大統領を讃えてジョン・F・ケネディ・プラザと名付けられた。

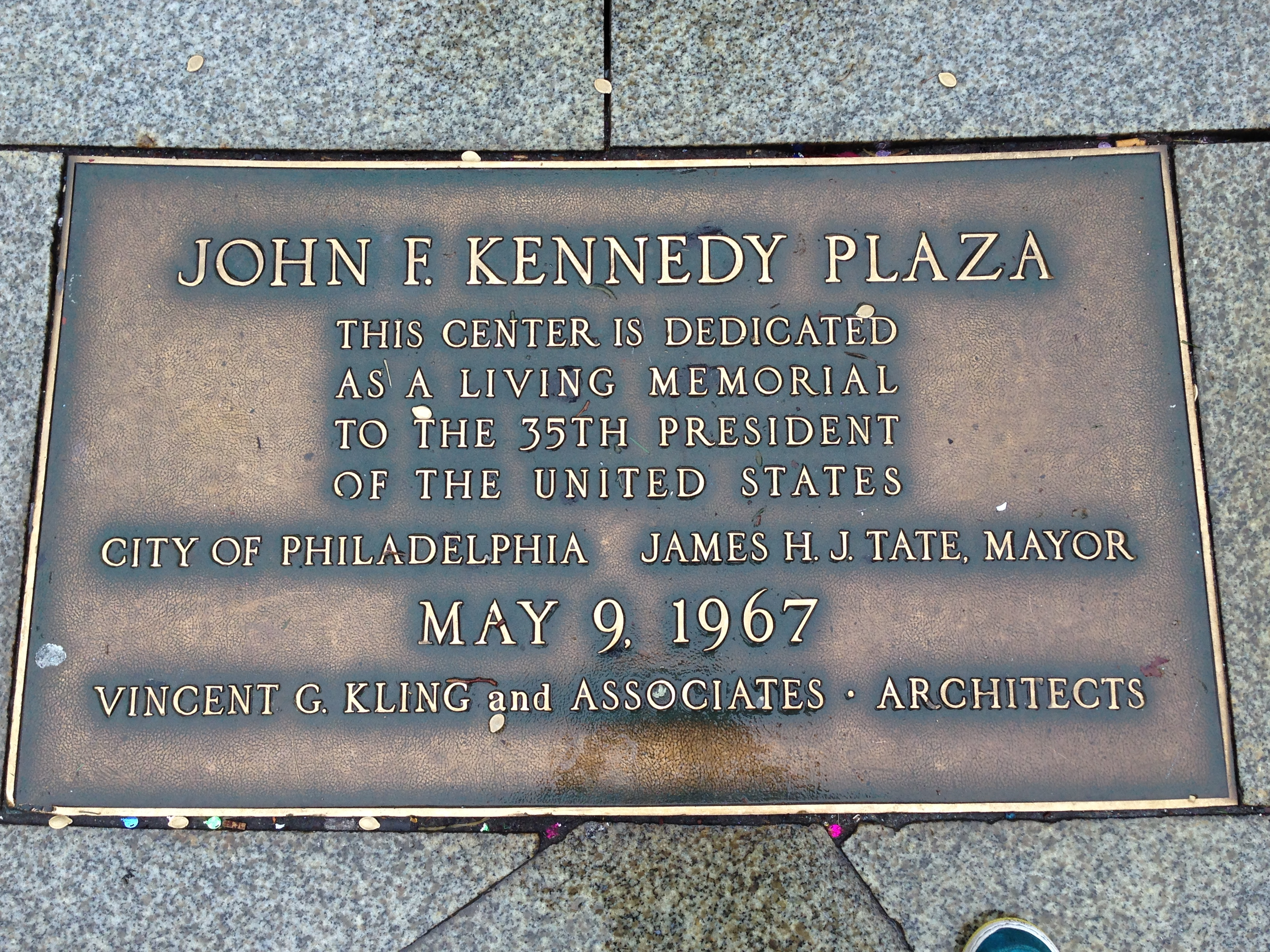
この公園は合衆国大統領ジョン・F・ケネディに献じられている。公園内にある銘板には献呈について記されている。

ロバート・インディアナがデザインした彫刻作品「LOVE」が広場に設置されたのは1976年で、米国独立200年を祝う一環のことであった。この彫刻は1978年に、祝祭の終了とともに撤去された。しかし、フィラデルフィア・アート・コミッションの座長だったフィッツ・ユージーン・ディクソン・ジュニアが、作品の購入に成功し、同年中には恒久的に広場に設置されることになった。
2016年から2018年まで、大規模な建設工事がおこなわれ、ほとんどハードスケープであった広場は、カジュアルな用途の大小の芝生や、2か所の庭園、熱帯樹や在来種の植物で緑化された2か所の調節地、市庁舎やベンジャミン・フランクリン・パークウェイの開かれた眺望、新たなカフェの席、毎日のリクリエーション・ゲームなどを組み込んだ、緑豊かな空間へと造りかえられた。デザインしなおされた噴水は、大きな中央の噴水口の他にも「鳥の巣」と称される小さな多数の噴水口が設けられ、プログラム可能なライトアップ設備が大きな楕円形の舗装された区画に仕込まれている。